# Flightline (1994)
Flightline es una aerolínea española, fundada en 1994. Su denominación legal es Flightline S.L. La compañía posee un Certificado de Operador Aéreo de categoría A, expedido por la Agencia Estatal de Seguridad Aérea, que le permite transportar pasajeros, carga y correo en aeronaves con más de 20 plazas y/o de más de 10 t. Anteriormente fue conocida como Flightline España y Flightline BCN. Opera vuelos de carga y aerotaxi.

## Flota
| Aeronaves                       | En servicio | Pedidos | Pasajeros | Matrículas                              |
| ------------------------------- | ----------- | ------- | --------- | --------------------------------------- |
| Fairchild Swearingen Metroliner | 5           | —       | 19        | EC-GPS, EC-NIR, EC-GJM, EC-NIP y EC-GXJ |

## Flota histórica
| Aeronaves                | Total | Introducido | Retirado | Matrículas                      |
| ------------------------ | ----- | ----------- | -------- | ------------------------------- |
| Beechcraft King Air      | 1     | 1995        | 2003     | EC-GBB                          |
| British Aerospace 146    | 4     | 2005        | 2008     | EC-KKY, EC-JVJ, EC-JVO y G-FLTD |
| Embraer EMB 120 Brasilia | 2     | 2005        | 2014     | EC-HHN y EC-LFT                 |

## Centro de mantenimiento y escuela de pilotos
Flightline dispone de escuela de pilotos para la formación de pilotos en la habilitación de Tipo SA226/227. Flightline tiene certificado como centro de Mantenimiento Part. 145

## Accidentes
- El 10 de octubre de 2001, un Swearingen SA226-AT Merlin IVA que operaba el vuelo 101 se estrelló cerca de las islas Columbretes. Fallecieron los diez ocupantes.[4]

- El 10 de febrero de 2011, un Fairchild SA227-BC Metro III operado para Manx2 se estrelló al aterrizar en el aeropuerto de Cork. Fallecieron seis de los doce ocupantes.[5]